# 小行星3311
小行星3311（英語：3311 Podobed）是一颗围绕太阳公转的小行星。1976年8月26日，尼古拉·切爾尼赫在克里米亚发现了此天体。
这颗小行星的绝对星等为12.1284080400104等。